# Franz Prášil

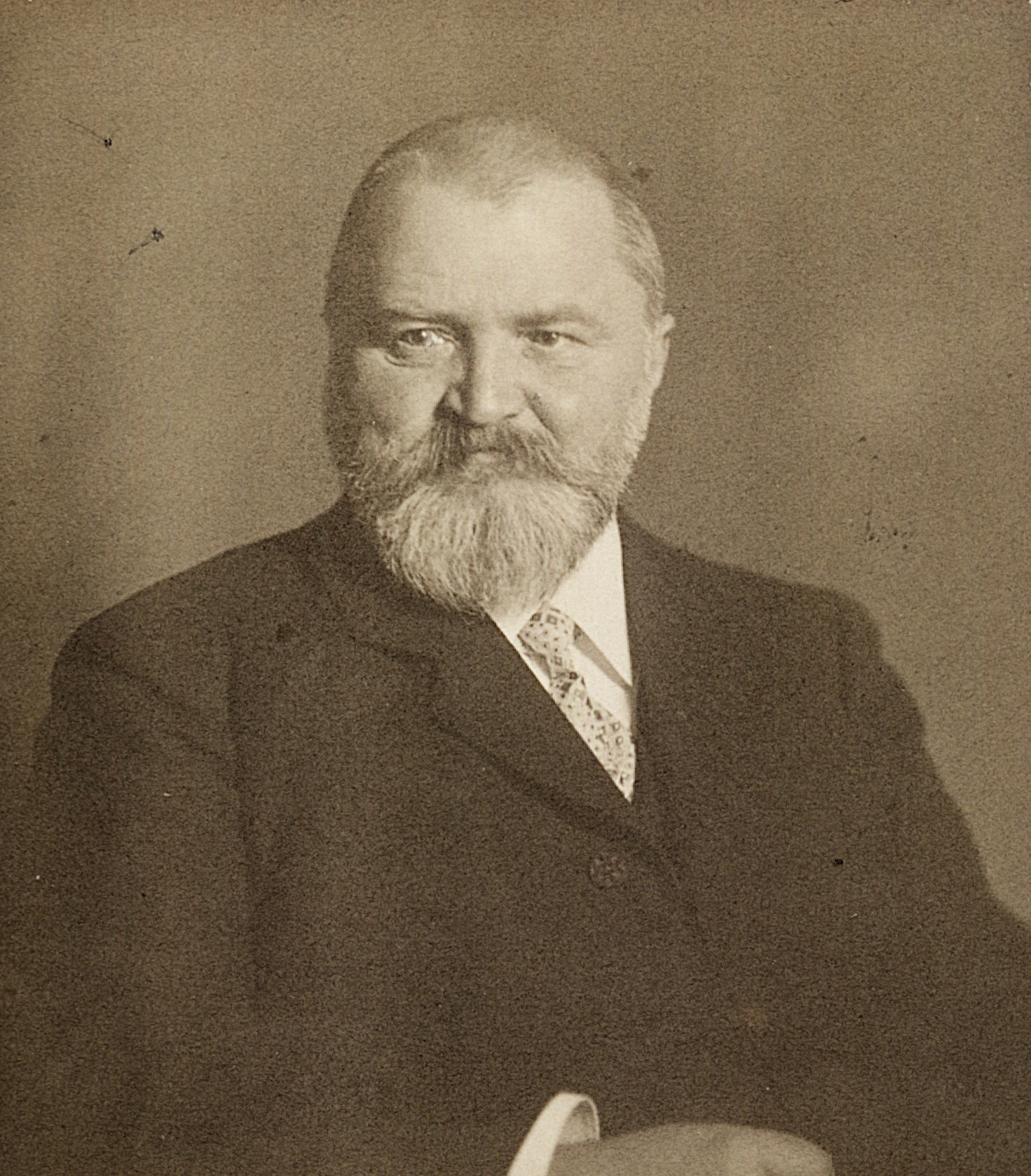
Franz Prášil

Franz Prášil (* 16. September 1857 in Radkersburg, Südsteiermark; † 3. Januar 1929 in Zürich) war ein österreichischer Maschinenbauer und Hochschullehrer.

## Leben
Prášil studierte von 1876 bis 1881 an der  Technischen Hochschule Graz Maschinenbau. Seine Arbeit bei  Escher Wyss & Cie. in Wien, Prag und Sachsen brachte ihn in Kontakt mit Aurel Stodola. Über ihn wurde er 1893 als Professor für Maschinenbau an das  Polytechnikum Zürich berufen. In den folgenden 32 Jahren unterrichtete er in Transmission und Hebewerkzeugen, dann auch in Hydraulik und Theorie der Turbinen. Er erhielt einen Lehrauftrag für Fabrikanlagen und initiierte ein hydraulisches Versuchslaboratorium. Ab 1903 engagierte er sich für die Reorganisation des Polytechnikums. In seinem Bereich erweiterte er die Studien- und Lernfreiheit. Er war Juror der  Schweizerischen Landesausstellung in Genf (1896), der Weltausstellung Paris 1900 und der Schweizerischen Landesausstellung in Bern (1914). Drei  Berufungen an ausländische Hochschulen lehnte er ab. 1926 wurde er auf eigenen Wunsch in den Ruhestand versetzt. Prášil war seit 1875 Mitglied des Corps Montania Leoben (xx,xxx). Er war auch Mitglied des Vereins Deutscher Ingenieure (VDI) und des Bodensee-Bezirksvereins des VDI.

## Werke
- Technische Hydrodynamik, 2. Auflage. 1926.

## Ehrungen
- Bürgerrecht der Stadt Zürich (1905)
- Dr. phil. h. c. der Universität Zürich
- Dr.-Ing. e. h. der Technischen Hochschule Graz
- Ehrendoktor der  Deutschen Technischen Hochschule Brünn
- Ehrendoktor der Technischen Hochschule Stuttgart